# Себастьян Пена
Себастьян Пена (ісп. Sebastián Pena, нар. 3 липня 1976, Буенос-Айрес) — аргентинський футболіст, що грав на позиції захисника. По завершенні ігрової кар'єри — тренер.
Виступав, зокрема, за клуби «Архентінос Хуніорс», «Індепендьєнте» (Авельянеда) та «Рівер Плейт», а також молодіжну збірну Аргентини.

## Клубна кар'єра
У дорослому футболі дебютував 1994 року виступами за команду «Архентінос Хуніорс», в якій провів три сезони, взявши участь у 44 матчах чемпіонату.
Протягом 1996—1997 років захищав кольори «Рівер Плейта», з яким виборов титул чемпіона Аргентини, вигравши Апертуру 1996 року, але основним гравцем не був і незабаром перейшов у «Індепендьєнте» (Авельянеда). Відіграв за команду з Авельянеди наступні три сезони своєї ігрової кар'єри.
2000 року повернувся до клубу «Архентінос Хуніорс». Цього разу провів у складі рідної команди два сезони. Більшість часу, проведеного у складі «Архентінос Хуніорс», був основним гравцем захисту команди.
Згодом з 2002 по 2004 рік грав у складі клубу «Чакаріта Хуніорс», після чого ненадовго відправився закордон і пограв за мексиканський «Атлас», а в подальшому виступав на батьківщині за клуби «Кільмес», «Тіро Федераль», «Атлетіко Альдосіві» та «Чакаріта Хуніорс».
Завершив професійну ігрову кар'єру у клубі «Вілья Дальміне», за який виступав протягом 2013—2014 років.

## Виступи за збірну
1995 року залучався до складу молодіжної збірної Аргентини, разом з якою брав участь у молодіжному чемпіонаті світу 1995 року в ОАЕ і здобув золоті нагороди.

## Кар'єра тренера
Розпочав тренерську кар'єру невдовзі по завершенні кар'єри гравця, 2015 року, і тренував нижчолігові аргентинські клуби «Сан-Мартін» (Тукуман) та «Гуарані Антоніо Франко», а в 2018 році очолював клуб вищого дивізіону «Чакаріта Хуніорс».

## Титули і досягнення
- Чемпіон Аргентини (3):

«Рівер Плейт»: Апертура 1996

## Особисте життя
Батько Себастьяна, Уго Пена (1951—1981), теж був футболістом і трагічно загинув від враження струмом у віці лише 29 років.